# Fiat Marengo
A Marengo é uma perua da Fiat. Que foi vendida apenas na Europa. A 1ª geração veio em 1979.
A 2ª geração veio em 1990, com o visual e o chassi do Tempra S.W. Em 1998 veio a 3ª geração, baseada no Marea Weekend.
Sua sucessora foi a Stilo Multiwagon.

## Primeira Geração

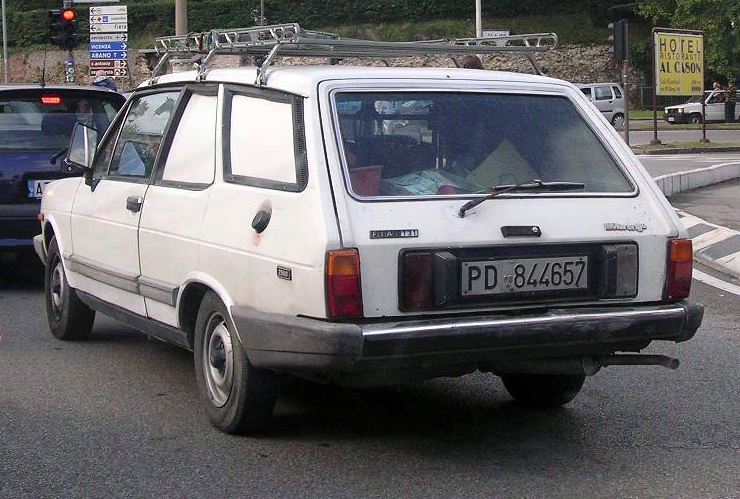
Fiat 131 Marengo de 1ª geração.

A primeira geração foi lançada em 1979, e era uma versão van de três portas do Fiat 131. Ao contrário dos modelos subsequentes, possuía uma carroceria única, já que nenhuma outra versão perua de três portas do 131 foi comercializada. Na verdade, era vendido como "131 Marengo".

## Segunda Geração
A segunda geração foi apresentada juntamente com o novo Fiat Regata Weekend, no qual foi baseado. Assim como seus sucessores, as janelas laterais na parte traseira eram escurecidas. Ao contrário do Regata, com suas quatro opções de motor, o Marengo estava disponível apenas com um motor 2.0 a diesel de 65 CV (48 kW). Um veículo de dois lugares, com capacidade de carga de 430 kg (948 lb).

## Terceira Geração

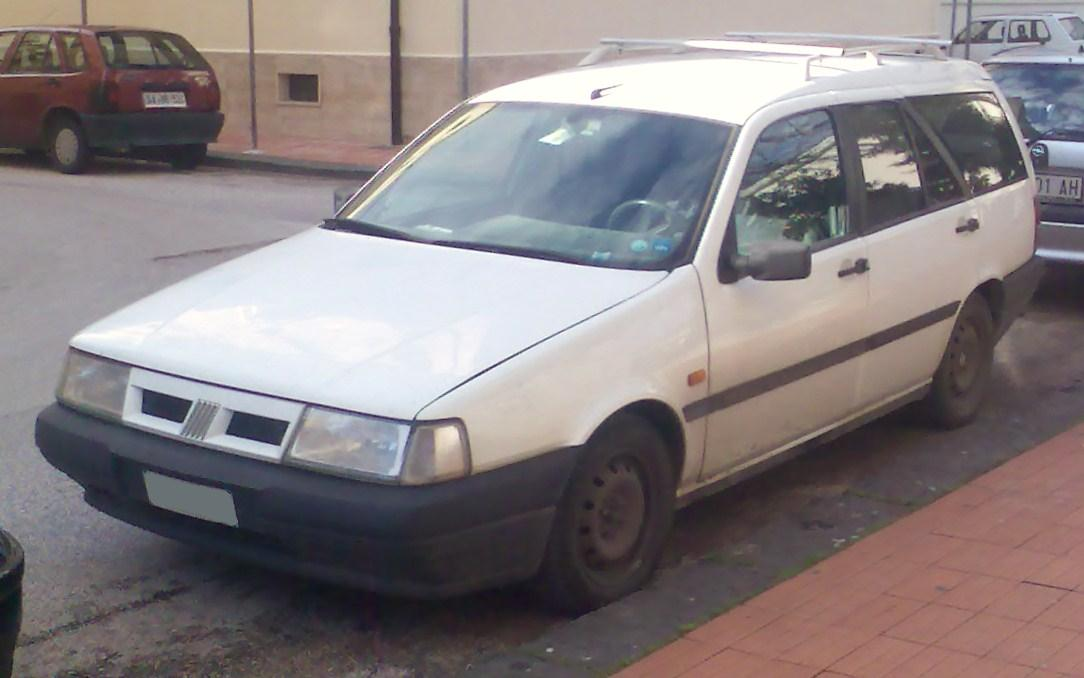
Fiat Marengo de 3ª Geração (Tempra)

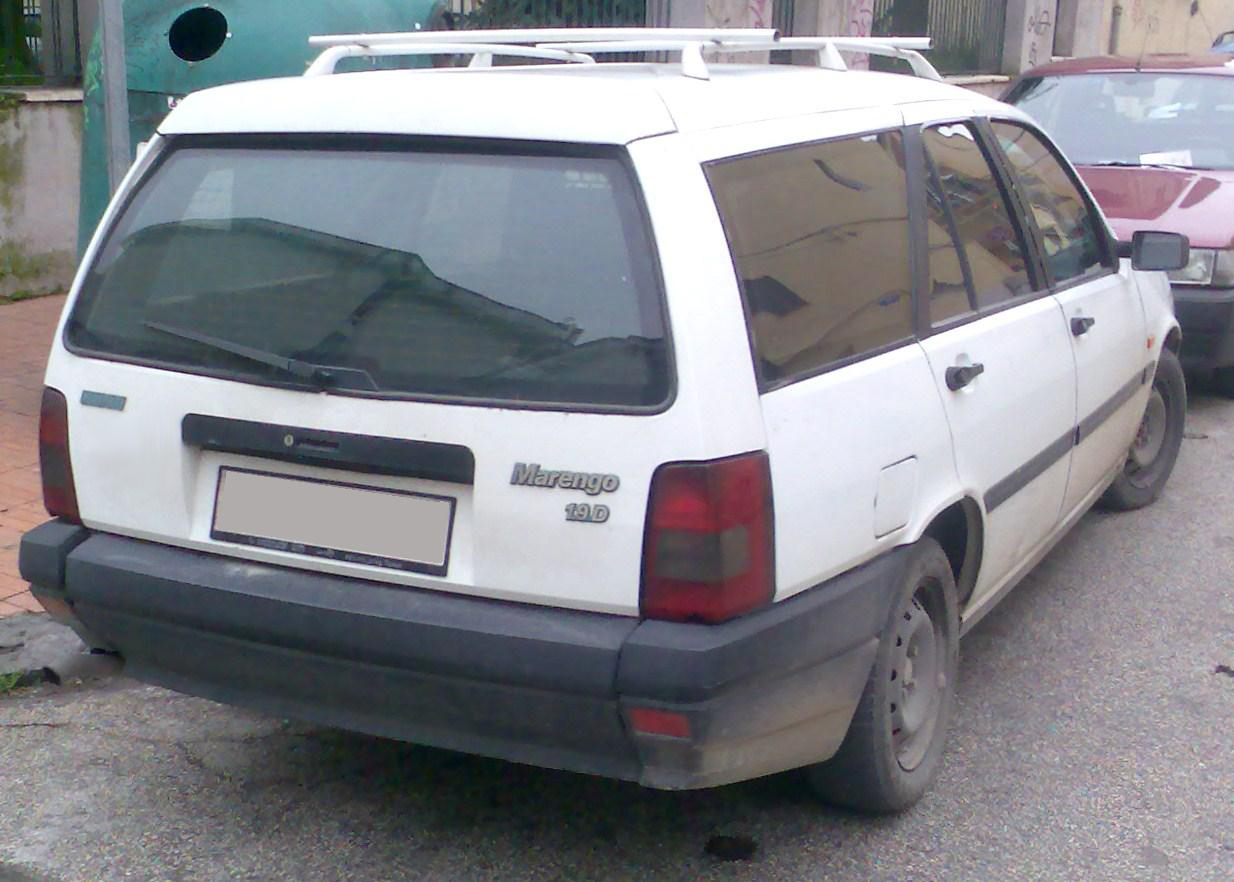
Traseira do Marengo de 3ª Geração (Tempra)

Quando o Regata Weekend foi substituído pelo Tempra SW em 1990, o Marengo seguiu o exemplo em 1991. O motor permaneceu o mesmo, embora um Turbo-Diesel também tenha sido adicionado à linha. O Marengo recebeu uma série de melhorias de segurança em abril de 1993, incluindo um volante com absorção de impactos, cintos de segurança ajustáveis e um airbag opcional para o lado do motorista..

## Quarta Geração

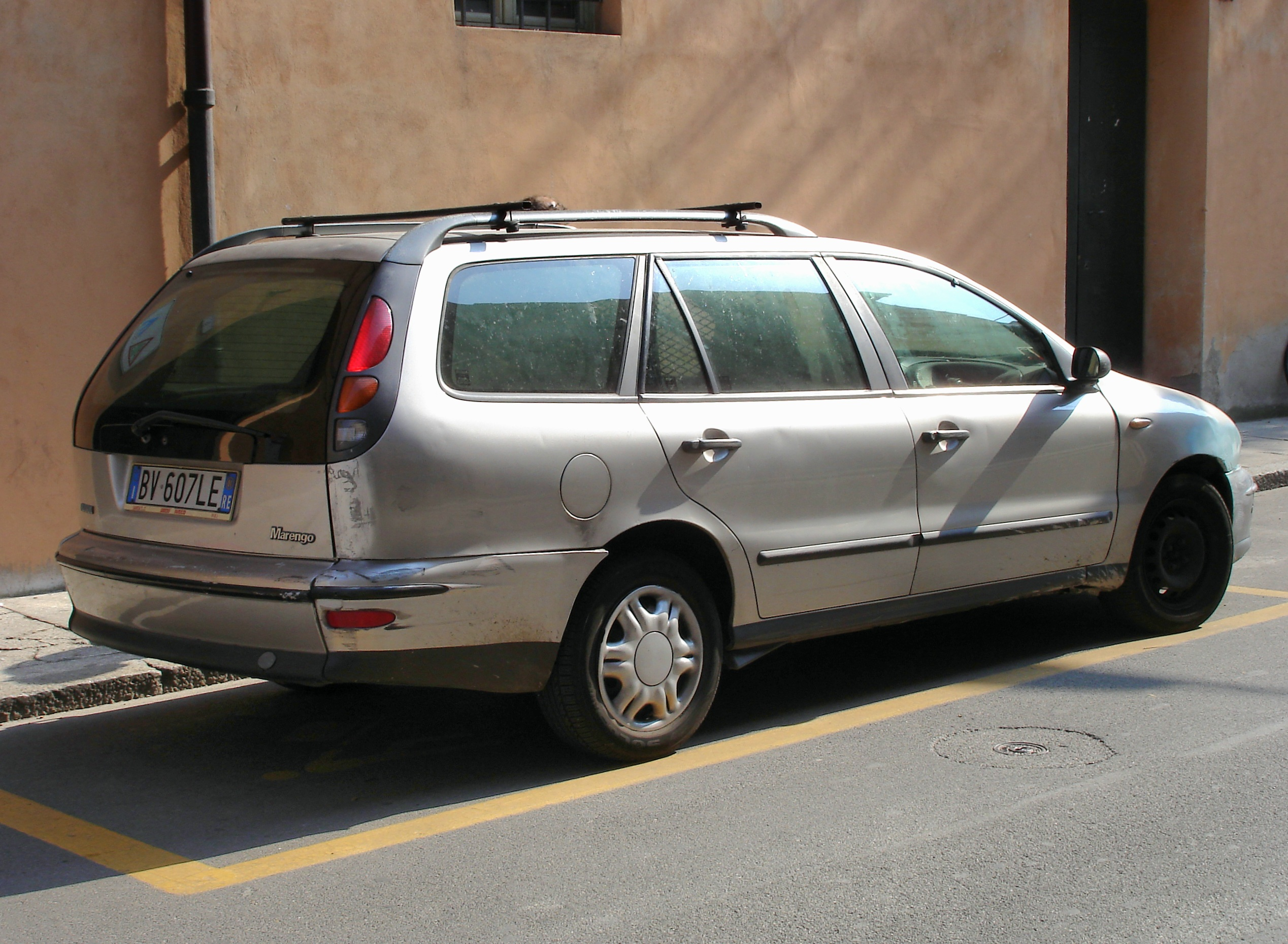
Fiat Marengo de 4ª Geração (Marea Weekend)

Em 1997 foi apresentada uma versão sobre o novo Marea. O nome foi então aposentado, mas a versão van do Fiat Stilo "Multiwagon" (2003) ocupa o mesmo espaço no mercado e é o mais próximo de um sucessor. Assim como seus antecessores, o quarto Marengo tem um interior mais robusto, e as portas traseiras não podem ser abertas por dentro.